# Carl Geyling’s Erben

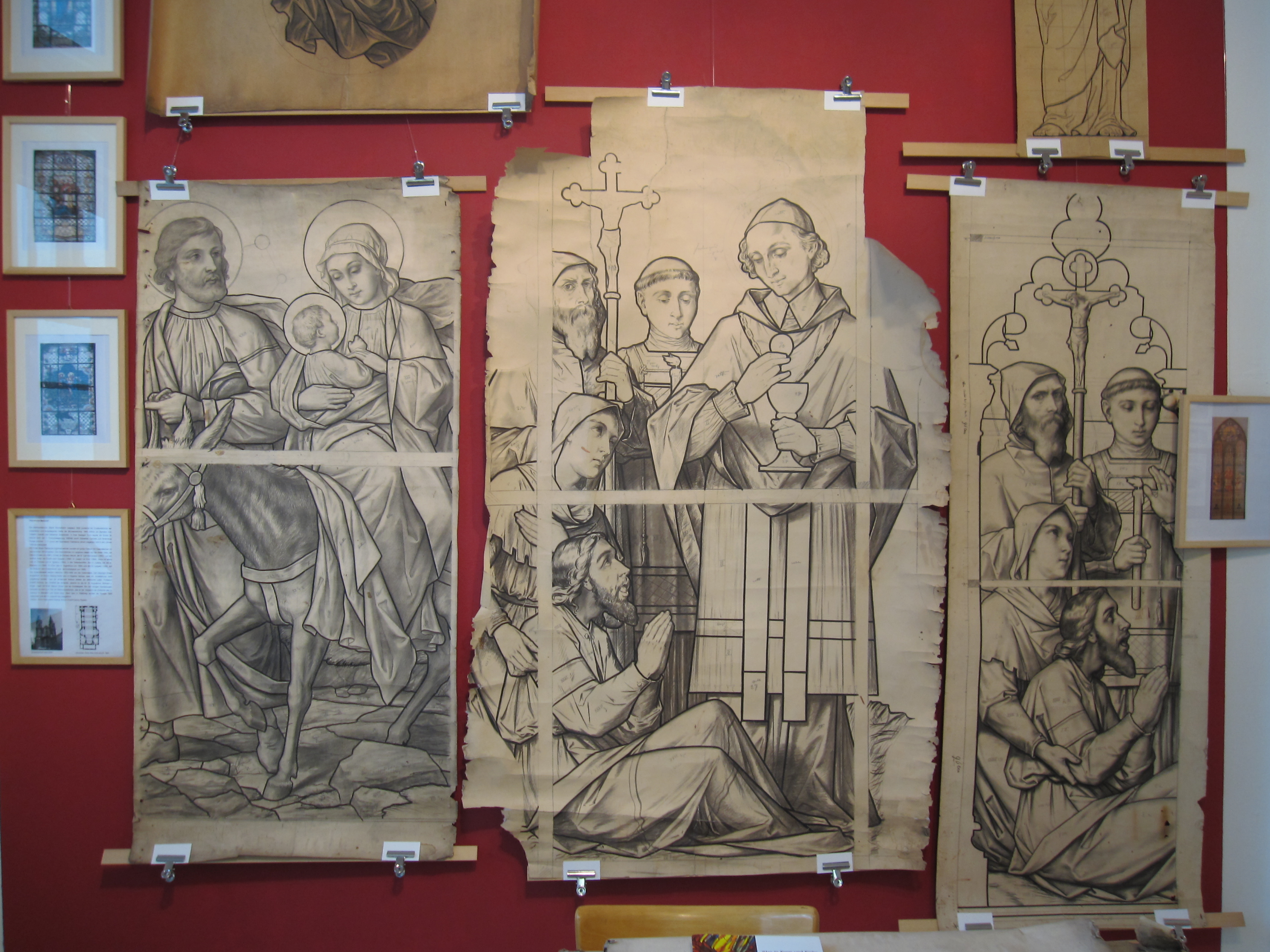
Entwürfe für Glasfenster der Mariahilfer Kirche, 1893 angefertigt (Glasmuseum Mariahilf)

Votivfenster von Carl Geyling’s Erben mit der Figur von Kaiser Franz Joseph I. (1903)

Carl Geyling’s Erben ist ein traditionsreiches Wiener Atelier für Glasmalerei, dessen Ursprünge bis 1841 zurückreichen. Die Adresse ist die Stiegergasse 15–17 im 15. Bezirk Rudolfsheim-Fünfhaus. 

## Geschichte
Eine der ältesten kunstgewerblichen Werkstätten Österreichs und die älteste in ihrem Metier, ist die Glasmalerei „Carl Geyling’s Erben“ in Wien. 1841 vom k.k. Hofglasmaler Carl Geyling an der Windmühlgasse 28 im 6. Bezirk Mariahilf gegründet, erlangte die Firma über die Grenzen Österreichs hinausgehende Bekanntheit.
Rudolf Geyling (* 14. Februar 1839 in Wien; † 4. Juli 1904 in Ybbs an der Donau) war Sohn des Historienmalers Franz Geyling (1803–1875) und selber Maler. Seit 1856 Schüler der Wiener Akademie der bildenden Künste, erhielt er 1872/1873 ein Stipendium. 1880, nach dem Tod seines Onkels Carl Geyling, übernahm er die Leitung der Glasmalerei von „Carl Geyling’s Erben“. Die kommerzielle Leitung wurde Alois Löw übertragen.
In den 20 Jahren seiner Leitung entstanden viele tausend von Glasgemälden in Kirchen und Monumentalbauten, öffentlichen Bauten und Privathäusern in ganz Europa. Allein im Jahr 1884 schuf die Werkstatt circa 200 Kirchenfenster und über 1200 Fenster für Privatbauten. Bedeutend waren die Entwürfe für Glasgemälde im Wiener Stephansdom, Werke für Maria am Gestade, die Kapelle in Mayerling, die Pfarrkirchen in Bad Hall und Steyr in Oberösterreich sowie in Korneuburg, Leoben und Iglau, die Votivkirche Wien, die Kirche am Steinhof, das Wiener Rathaus und weitere. Ins Ausland wurden Fenster für die Akademie in Petersburg sowie die Kathedrale von Nancy und Joigny geliefert.
Aber auch auf dem Gebiet der Kunstverglasung für Profanbauten leistete die Firma Hervorragendes. Als Ende der 1890er Jahre aus den Wohnungen die verdunkelten „altdeutschen“ Verglasungen verschwanden, war die Glasmalerei „Carl Geyling’s Erben“ die erste, welche moderne Fenster schuf, die dem Lichtbedürfnis der Stadtwohnungen angepasst waren. Bei ihnen war alles vermieden, was die Lichtzufuhr hinderte, trotzdem bildeten sie einen Schmuck der Fensteröffnungen; tausende solcher Fenster wurden auch für Wohnhäuser in Wien geliefert.
„Carl Geyling’s Erben“ arbeitete gemeinsam mit den Künstlern der Wiener Werkstätte wie Josef von Führich und Koloman Moser an der Durchführung vieler Glasarbeiten. 1908, bei der Kunstschau, auf der Gustav Klimt den Festvortrag hielt, füllten die Kunstwerke von „Carl Geyling’s Erben“ einen ganzen Raum.
Ein Beispiel der künstlerischen Zusammenarbeit sind die Jugendstilfenster im Haus der Großdrogerie Wilhelm Neuber´s Enkel Dr. Brunner und Kolb an der Linke Wienzeile 152 im 6. Bezirk. Das Haus hat mehrere Fenster, davon ist die „Austria“ im Stiegenhaus das größte mit einem Durchmesser von 5 Metern. Die Allegorie der Austria thront in der Mitte als zentrales Thema. Sie wird von weiteren allegorischen Figuren, die die Industrie, das Gewerbe und den Handel darstellen, umringt. Vor dem Einbau wurde das Fenster auf der Weltausstellung 1900 in Paris ausgestellt und mit einer Medaille prämiert.
In der Zeit des Ersten Weltkriegs übernahm der akademische Maler und Hochschulprofessor Reinhold Klaus (1881–1963), der mit einer Enkelin Carl Geylings, Theresa geb. Bräuer, verheiratet war, die künstlerische Leitung. Nach ihm war sein Sohn Wolfgang H. Klaus ab 1947 als Geschäftsführer tätig. 1956 vereinte dieser alle Firmenanteile in seiner Hand und führte das Unternehmen als Alleininhaber weiter.
Während des Zweiten Weltkriegs rettete die Firma Geyling durch Bergung, Sicherung und Restaurierung gotische Glasmalereibestände vor ihrer Zerstörung. 1967, nach fast 200 Jahren, musste das Atelier trotz aller Bemühungen aus dem Stammsitz „Geylinghaus“ ausziehen, da es von den Inhabern abgerissen wurde. Die Werkstätte übersiedelte in den 15. Wiener Bezirk. 
Ab 1980 führte der Ururenkel Carl Geylings, Wolfgang H. Klaus jun., die Firma als Alleininhaber weiter. Das Unternehmen beteiligte sich an internationalen Ausstellungen in New York, Los Angeles, Marseille, Barcelona, Helsinki und so weiter, was wesentlich zur Steigerung des Ansehens österreichischen Kunsthandwerkes beitrug.
1991/1992 veranstaltete Wolfgang H. Klaus jun. die Ausstellung „150 Jahre Glasmalerei Geyling“. Bei dieser wirkten Künstler wie Ernst Fuchs, Arnulf Rainer, Markus Prachensky und Martin Jakowitsch sowie eine Reihe von Nachwuchskünstlern mit.
1997 wurde die Glasmalerei Geyling vom Stift Schlierbach in Oberösterreich übernommen, welches schon die seit 1884 bestehende Glaserei und Glasmalerei Werkstätte Schlierbach führt.
Das Unternehmen unterstützt die Arbeit des Glasmuseums Mariahilf. Teile des Nachlasses des Gründers Carl Geyling sind dort ausgestellt.

Ausgewählte Werke von Carl Geyling’s Erben
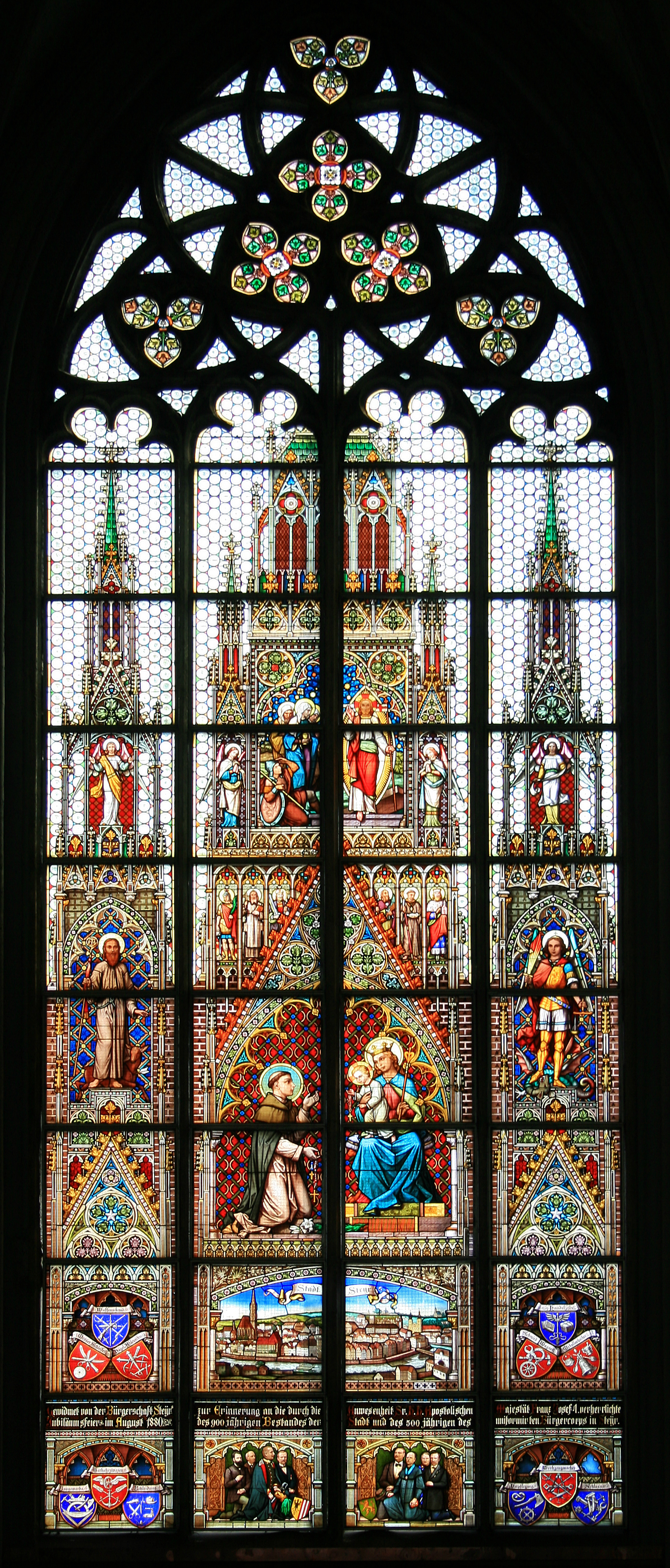
900-Jahre-Jubiläumsfenster in der Stadtpfarrkirche Steyr (1880)
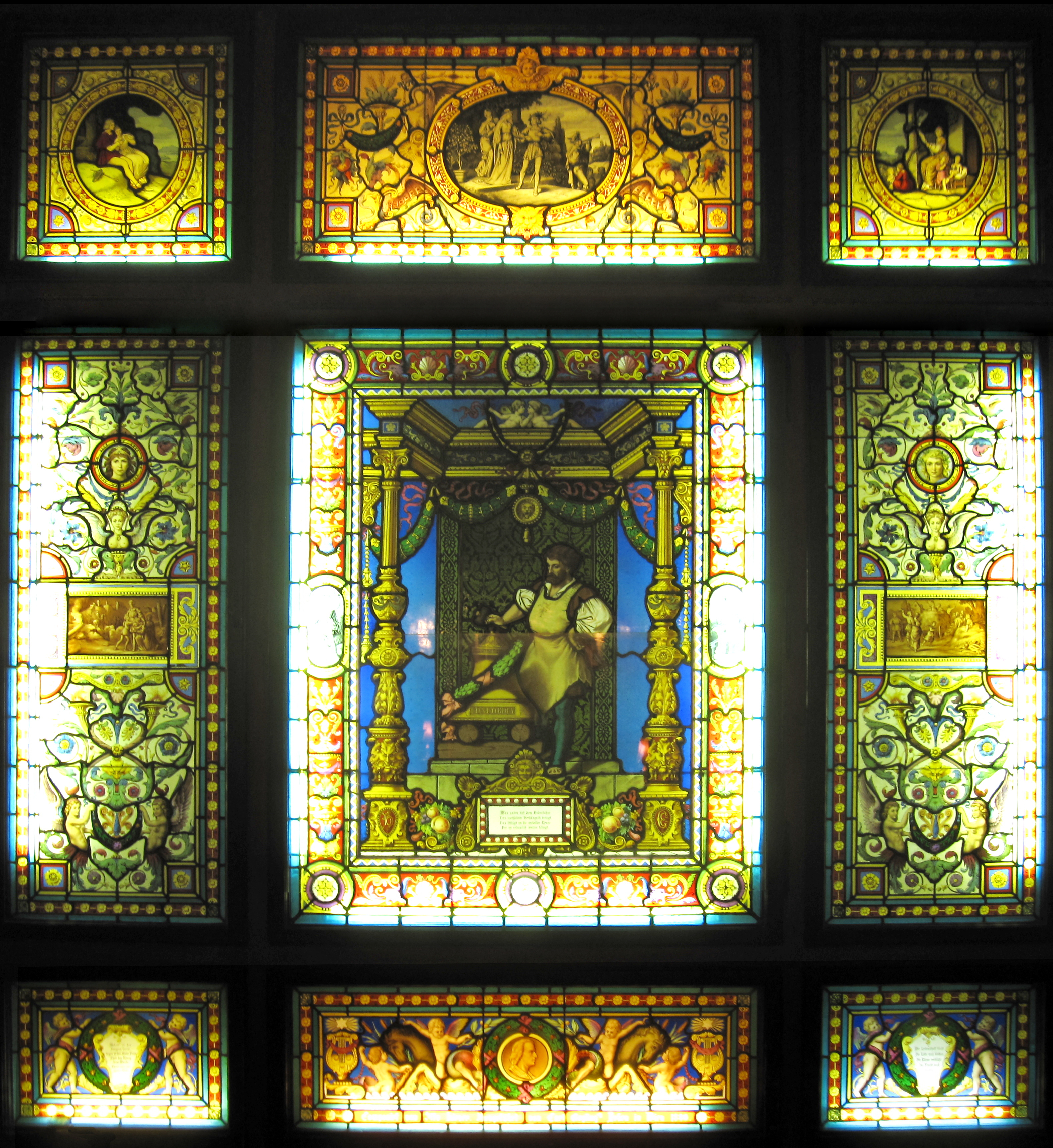
Fenster für die Gewerbeausstellung 1880, Entwurf Otto Hieser
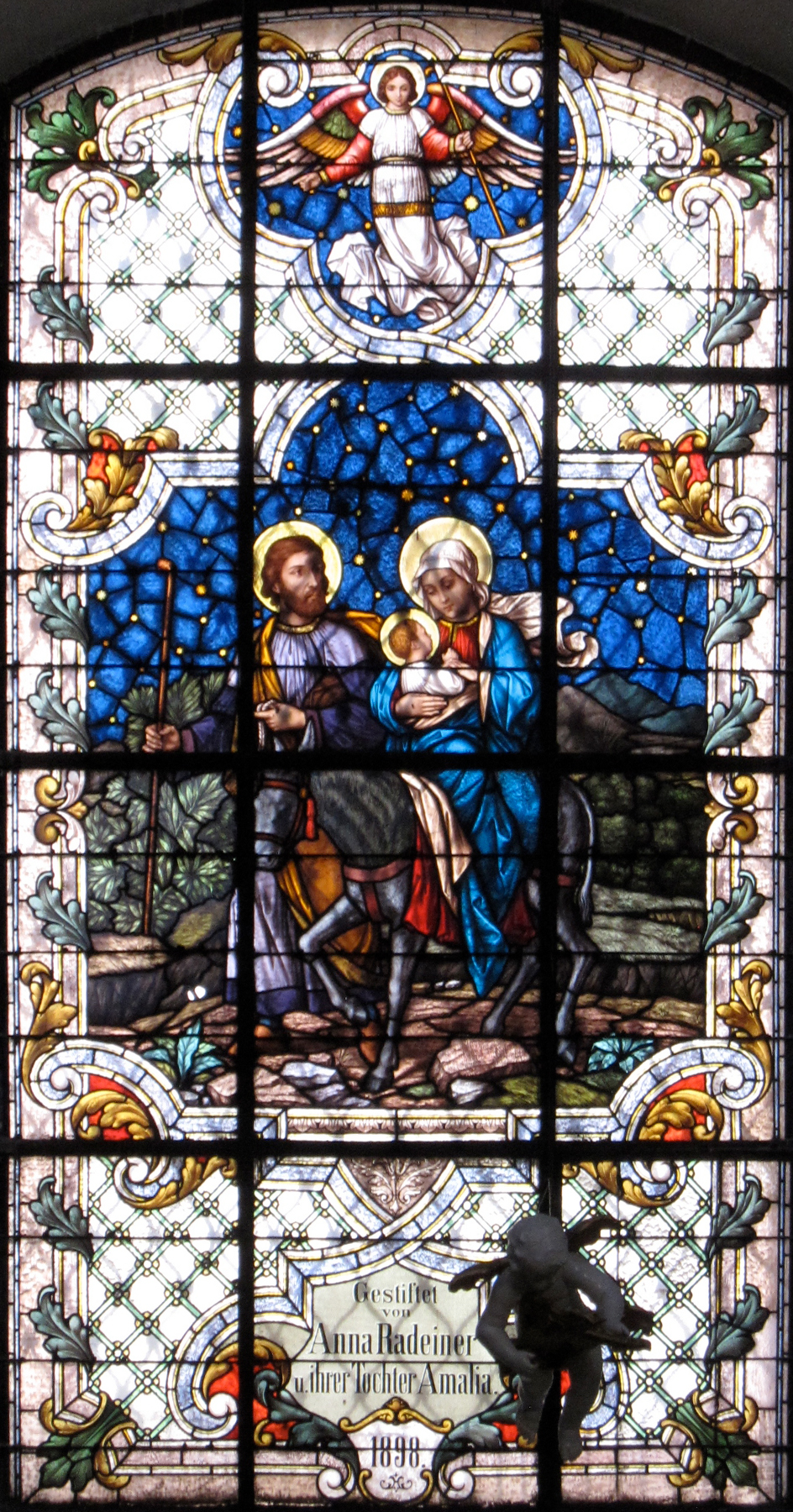
Flucht nach Ägypten in der Mariahilfer Kirche (1898)
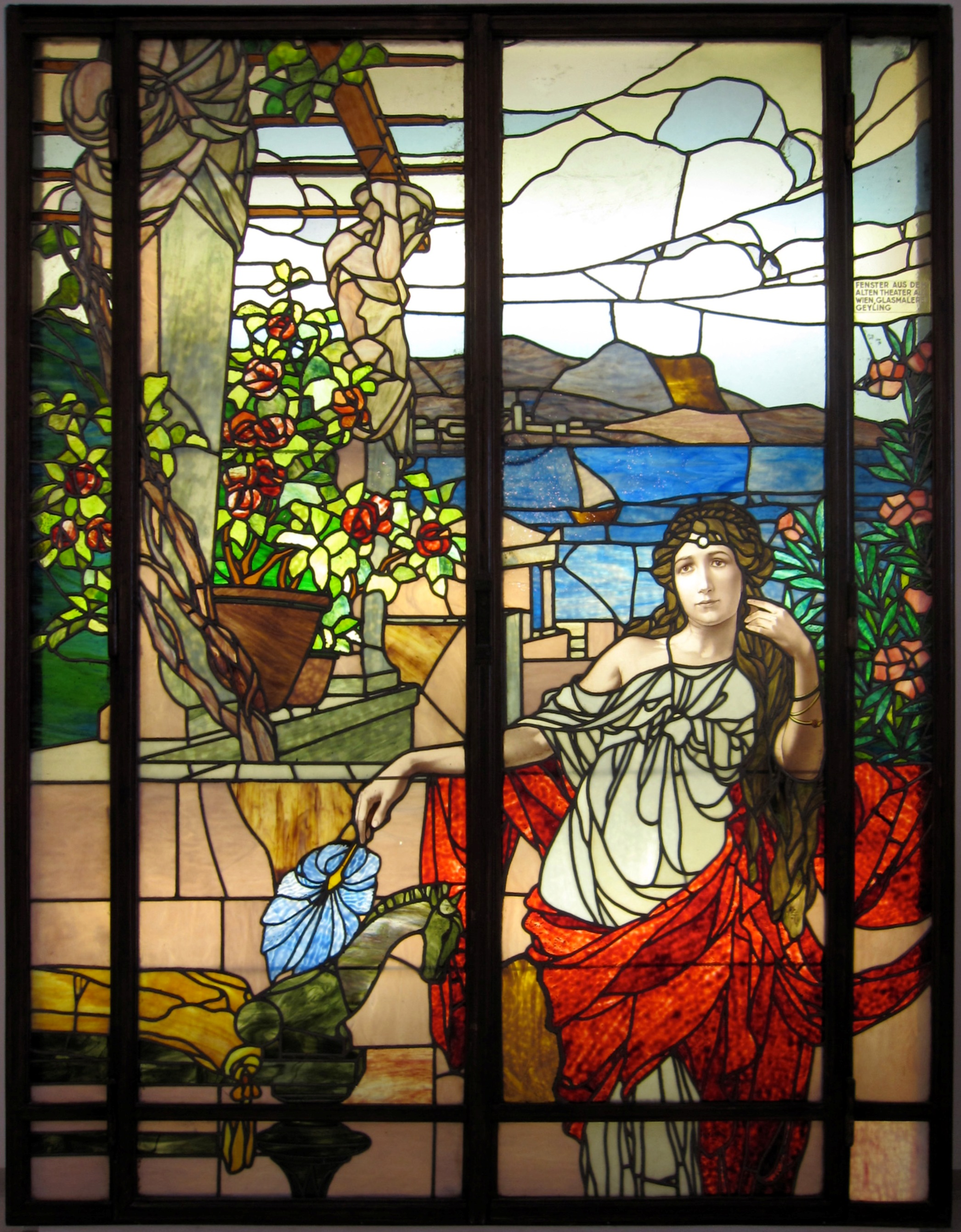
Jugendstilfenster aus dem Theater an der Wien (um 1900)